# 자이언트 (드라마)
《자이언트》(영어: Giant)는 2010년 5월 10일부터 12월 7일까지 방영된 SBS 월화 드라마로, SBS의 창사 20주년 대하드라마다. 1970년부터 1992년까지 도시 개발이 한창인 서울 강남을 배경으로 세 남매의 성장과 사랑을 다룬 작품이다.

## 줄거리
1970년 12월, 군부대에 물품을 배송하는 일을 하던 트럭운전수 부친을 둔 강모와 성모, 미주네 가족은 어느 날 군부대에 근무하는 군무원들이 밀수된 금괴를 들여온다는 사실을 알게되고, 그 지역 군부대 보안과장인 조필연에게 신고를 한다. 조필연은 출세욕이 대단해서 지방의 말단 부대에서 썩는 것을 극도로 싫어하는 사람이었으나, 능력에도 불구하고 윗선에 의해 매번 지방에서 머물게 되었다. 그는 출세를 위해 윗선에 뇌물을 줄 기회만을 엿보고 있었는데, 때마침 강모 부친의 신고로 군부대에 몰래 들어오는 금괴에 대해 알게 되었다. 조필연은 이 금괴를 출세의 발판으로 삼아 성공하고자 한다. 그러나 더러운 피를 제 손에 묻히기 싫었던 조필연은, 자신이 투자한 기업 서울의 만보건설의 사장인 황태섭을 불러서 함께 금괴를 훔치자는 제안을 한다.

## 등장 인물
- (†) 표시는 드라마 상에서 최종 사망한 인물이다.
- (‡) 표시는 드라마 상으로 현재 중도 하차한 인물(배우)이다.

### 주요 인물
- 이범수 : 이강모 역 (아역 : 여진구) - 1958년 3월 18일생. 전 만보건설 용역반장, 한강건설 창업주. 강모 동생이자 미주 오빠,준모의 형, 우주의 둘째외삼촌

아버지 이대수는 조필연의 총에 맞아 돌아가시고 어머니 정영선마저 대전역 인근 한 여인숙에서 연탄가스 중독으로 사망하자 강모는 어린시절부터 황태섭 회장의 집에서 자라게 된다. 하지만 황정식의 계략에 의해 대륙건설 홍기표 회장의 살해 혐의에 대한 누명을 쓰고 교도소 생활하게 되고 이후 삼청교육대에서도 보내게 되는데 이때 조필연이 성모를 시켜 죽일려고 했다. 하지만 성모의 기지로 제임스 리(James Lee)라는 신분으로 혹독한 시련을 이겨내고 백파의 도움을 받아 한강건설을 창업하게 된다. 한강건설 창업 이후 제 이름을 찾아 본격적으로 조필연과 대립이 시작되고, 정연과도 복잡한 관계로 얽힌다. 결국 1992년 조민우가 차지한 만보건설을 인수하여 한강건설과 합병하는데 성공한다. 그 후 정연과 결혼한다.
- 박상민 : 이성모 역 (아역 : 김수현) † - 1953년 9월 5일생. 전 중앙정보부 감찰국 요원, 국가안전기획부 정보국 과장. 강모와 준모의 친형이자 미주 오빠, 우주 큰외삼촌. 조필연이 아버지를 죽이는 현장을 목격하였으며 1971년 대전역에서 강모와 헤어지고 중앙정보부에 입성 조필연에게 복수하기 위해 충성을 다한다. 겉으로는 조필연에게 충성심을 다하여 따르지만 뒤에서는 조필연을 파멸시키는 계획을 강모와 같이 꾸미고 있다. 겉으로는 무뚝뚝하고 강해보이지만 가족 앞에서는 때묻지 않은 순수함을 가졌다. 58회에서 재춘이 쏜 총알 3발이 머리에 박히면서 경기도 여주에서 정신을 잃는다. 5년 후 지적장애인이 된 성모는 강원도 속초에서 안기부 후배 지연수의 도움으로 살아가다 머리에 박힌 총알을 제거하는 수술 도중 숨을 거두게 된다.
- 황정음 : 이미주 역 (아역 : 박하영) - 1961년 5월 17일생. 강모의 동생, 가수 겸 영화배우

강모와 성모의 동생. 가수에 대한 꿈을 가지고 있다. 보육원에서 자라다가 대륙건설 홍기표 회장의 집으로 들어가 식모로 일한다. 민우에게 순정을 바치치만 자기 아버지를 죽인 원수가 조필연이라는 걸 알게 되자 눈물을 흘리며 조민우에게서 떠난다. 4년 동안 잠적하며 민우의 아들을 낳아 몰래 키운다. 이후 경옥의 눈에 들어 고생 끝에 1986년 차수정이라는 예명인 가수로 성공하게 되면서 다시 민우와 복잡한 관계로 얽히게 된다. 조필연이 미주의 아들 우주를 미국 LA 인근으로 강제 입양 보내려할 때 재빨리 영국으로 보낸다. 훗날 조민우와 아들 우주와 함께 영국에서 살게 된다.
- 박진희 : 황정연 역 (아역 : 남지현) - 1958년 11월 9일생. 황태섭의 딸, 정식의 이복동생, 전 만보건설 이사, 해피신용금고 회장

황태섭이 밖에서 낳아서 데려온 딸. 당돌한 성격을 지니고 있다. 황정식을 밀어내고 만보건설 회장 자리의 후계자가 되어 황태섭이 쓰러진 후 조민우와 함께 만보건설을 이끌지만 조필연의 계략에 의해 조민우에게 회사를 빼앗기고 만다. 하지만 곧 대부업을 시작한 후 혹독한 시련 끝에 홀로서기에 성공하여 제2금융권으로 성장하게 되며 나중에 강모와 결혼한다.성모의 제수씨이자 미주 올케, 준모 작은형수, 우주의 외숙모
- 이덕화 : 황태섭 역 - 1925년 5월 15일생. 정연과 정식의 아버지, 전 만보건설 회장, 도시개발연구소장, 14대 국회의원, 이대수의 죽마고우

만보건설 사장, 회장시절 강력한 추진력으로 불도저라는 별명을 갖고 있다. 보육원 출신으로 조필연의 부친인 친일파 조만근의 도움으로 성장해왔다. 조만근에게 받은 돈을 독립운동 자금에 쓸 정도로 대수와 함께 독립운동에 힘썼다. 그 후 친일파인 중앙정보부 조필연 국장의 비호를 받으며 만보건설을 성장시키는데 성공을 했지만 결국 조필연의 아들 민우에게 만보건설을 빼앗기고 만다. 고재춘이 살해하려고 했으나 이강모의 도움으로 살아났고, 미국으로 치료를 받으러 간다. 귀국 후 도시개발연구소를 차려 재기했다. 자신을 죽이려고 했던 조필연과 대립하기 위해 이성모와 모의를 했으며, 오병탁의 도움으로 정계에까지 진출하게 된다. 강모가 친구인 대수의 아들임을 알고는 눈물을 흘리며 참회한다. 서울의 밤 행사에서 조필연의 비밀장부를 이용해 여당의 일부의원과 야당의원과의 대통령직선제 합의에 힘을 쓰고, 1992년 14대 국회의원 선거에서 조필연을 누르고 강남구 국회의원으로 당선된다. 차기 국무총리로 지명된 조필연의 인사청문회에서 조필연 저격수로 활동하며 조필연의 파멸과 함께 국회의원직을 사퇴하고 이후 유경옥과 제주도로 내려간다.
- 김서형 : 유경옥 역 - 1938년생. 정연의 생모, 로얄클럽 마담, 스타기획사 사장

황태섭의 첫 여자이면서 로얄클럽 사장. 사채업자 백파의 수양딸이기도 하다. 정연의 생모지만, 늘 정연에게 미안한 감정을 가지고 있어 그것을 숨기고 산다. 이후, 정연의 제2금융권으로서의 성장과 미주의 가수로서의 성공에 핵심적인 역할을 하게 된다.
- 주상욱 : 조민우 역 (아역 : 노영학) - 1958년 9월 28일생. 조필연의 아들, 만보건설 기획실장, 만보건설 회장

조필연의 아들. 만보건설 기획실장에서 회장이 된다. 어려서부터 아버지의 야망에 충족시키며 자라왔고 정연과 사랑을 하게 되지만 정연의 사랑을 얻지 못하고 미주를 만나 진심으로 사랑하게 되지만 조필연에 의해 억지로 헤어져야 했다. 조필연에 의해 만보건설을 차지하게 되고, 이후 한강건설의 이강모가 첨예한 대립각을 펼치다가, 돌아온 미주와 복잡하게 얽힌다. 서울 강남 소재 만보플라자의 붕괴사고로 업무상 과실치사와 공금횡령혐의를 받게 되자 자살을 시도하나 우주가 자신의 친아들임을 알게 된 후 마음을 바꾸어 안양교도소에서의 2년간 감옥생활 후 영국 런던 교외 서리(Surrey) 카운티 뉴몰든(New Malden) 마을로 건너가 미주와 함께 산다.
- 정보석 : 조필연 역 † - 1928년 5월 28일생. 조민우의 아버지, 군부대 보안반장[1], 중앙정보부 감찰국장, 12대 국회의원

한국전쟁 시절, 친일파 집안인 이유만으로 독립운동을 했던 이대수에 의해 자신의 가족들을 잃고 자기 자신도 죽음에서 헤어나온 경험이 있기에 이대수, 이강모 부자에 대한 증오심이 대단하다. 중앙정보부 시절 강남배후를 지휘하며 기업으로부터 정치자금을 받는다. 자신의 죄를 짓는 경우 이강모에게 뒤집어 씌우는 경우가 있다. 이후 정계에 진출하여 승승장구하게 되지만 이강모와 이성모에 의해 파멸 당한다. 그리고 이강모와 대립하여 민우가 만보건설을 차지한 이후 이강모와 점점 대립이 거세진다. 결국 제5공화국이 몰락하면서 정권으로부터 버림받는다. 1992년 국회의원 선거에서도 서울 강남(갑)지역에서 황태섭에게 밀려 낙선하지만 뇌물로 국무총리 후보자까지 오른다. 그러나 결국 강모와 성모에 의해 오병탁 의원의 살해 자백테이프와 과거 정권의 비자금장부가 공개되어 총리후보직을 사퇴하고 오세광 의원의 별장에 머물지만 아들인 조민우에 의해 위치가 발각되었다. 심복인 고재춘은 권총으로 자살하였고, 체포되어 재판에서 무기징역을 선고받았다. 복역 중 정신분열로 보호감호를 받았으며 2010년 정신병동을 탈출하여 이강모의 집무실에 잠입해 살해하려고 하였으나 실패하였다. 결국 2010년에 서울 강남구 도곡동 한 빌딩에서 스스로 투신자살을 택한다. 자신의 성공을 위해서라면 수단과 방법을 가리지 않는 냉혈한 캐릭터이다.

### 그 외 주요 인물
- 이문식 : 박소태 역 (아역 : 서지원) - 1956년 4월 17일생. 강모의 비서, 한강건설 관리이사

강모의 친구이자 한강건설 관리이사이다. 어린 시절 강모와 함께 구두 닦는 일을 하였다. 황정식이나 조필연 부자 명령으로 교도소에 들어가 강모를 죽이려 하지만 오히려 강모한테 들통나 강모한테 혼쭐이 난다. 강모를 여러차례 곤경에 빠뜨리지만 다리 부상 당한 채 교도소에서 강모를 만난 이후 강모가 전염병에 걸린 상황의 자신에게 목욕도 시켜주고 다리부상 치료할 수 있게 도움을 주게 되자 강모의 편이 되어 한강건설 창립 때부터 지대한 공을 세운다. 의외로 남영출과 죽이 잘 맞는다. 염경자와 결혼하여 슬하에 2남 1녀를 둔다.

### 이강모의 주변 인물
- 유형관 : 염재수 역 - 1935년생. 황태섭의 운전기사, 염시덕의 아버지

어린시절 가족과 뿔뿔이 흩어진 강모를 거두어 들인다. 미국에서 치료를 마치고 귀국한 황태섭의 재기를 도왔으며, 이후 서울 강남 소재 대박부동산을 운영한다. 황태섭의 집안일을 도와주며 그 집 행랑채에 살고 있다.
- 故 한경선 : 이복자 역 - 1939년생. 염재수의 아내, 황태섭의 가정부

어린시절 가족과 뿔뿔이 흩어진 강모를 거두고, 황태섭의 가정부로 일하며 부정하게 살았다. 이후로 대박부동산을 운영한다.
- 신승환 : 염시덕 역 (아역 : 정승원) - 1958년생. 염재수의 아들, 강모의 죽마고우, 후일 한강건설 기획실장

염재수의 아들, 강모의 친구. 중학교 때 전학 온 후 둘도 없는 죽마고우가 되었으며, 후에 한강건설 기획실장으로 임명된다.
- 최하나 : 염경자 역 (아역 : 윤선정) - 1960년생. 염시덕의 동생, 박소태의 아내

예쁘장한 미모에 어려서부터 날라리였다. 허구한 날 집을 뛰쳐나가다 머리도 숱하게 깎였다. 박소태와 결혼하여 2남 1녀를 두고 있다.
- 송경철 : 남영출 역 ‡ - 1942년생. 한강건설 기술이사

건물 자재를 받아 먹다가 교도소에 들어온 후 강모를 만난다. '건설 귀신'이라고 불렸으며 다양한 현장 비리경험이 있으며 튼튼한 건물 짓기의 노하우가 되어있다. 의외로 박소태와 죽이 잘 맞는다. 강모에 대한 각별한 충성심으로 한강건설의 발전에 지대한 공을 세운다.
- 임종윤 : 윤기훈 역 - 1947년생. 전 고려일보, 현 동민일보 경제부 신문사 기자, 강모의 중학교 시절 담임교사

강모와 민우의 중학교 담임교사. 어려운 환경속에서 민우와 수석을 다투는 강모를 무척 대견해 하였다. 강모가 부당하게 정학을 당하자 교장의 멱살을 잡고 항의하다가 교사직에서 해임되고 만다. 이후 신문사에 취직하여 기자로 활동하며 강모에게 많은 도움을 줬다. 그러나 광주 민주화 운동 취재를 나갔다가 결국 삼청교육대로 끌려갔으며, 풀려난 후 동민일보 기자로 일했다.
- 최건우 : 이준모 역 (아역 : 이원일) - 1970년 12월 28일생.

성모, 강모,미주의 막내동생. 어린 시절 참사랑 아동복지회를 통해 1971년 1월 14일 미국으로 입양되었다가 후에 스웨덴으로 다시 보내진다. 이후 2010년에 입국해서 이강모를 찾아온다.정연의 시동생이자 우주 막내삼촌

### 황태섭의 주변 인물
- 문희경 : 오남숙 역 †‡ - 1934년생. 정식의 생모, 정연의 계모

황태섭의 아내. 사치가 심하고 탐욕스럽다. 정연에게 구박을 많이 한다. 하지만 정연의 당돌함에 찔끔 물러나기도 한다. 정식의 어머니로 늘 정연에게 밀리는 정식에 대한 열등감이 있어 그를 만보건설 회장으로 만들려고 하지만, 결국 실패하고 교통사고로 사망한다.
- 김정현 : 황정식 역 (아역 : 이승현) - 1958년 10월 10일생. 정연의 이복오빠, 황태섭의 아들

어려서부터 아버지에게 인정을 못 받으며 자라왔다. 성장하면서 술과 여자에 빠져산다. 대륙건설회장 홍기표를 살해하지만 그 죄를 강모에게 뒤집어 씌웠고 만보건설 차기회장이 되려하지만 절친인 조민우에게 만보건설을 빼앗긴다. 그 후 도박에 빠져 살다가 오남숙의 죽음 후 황태섭에게 복수를 다짐하면서 노갑수 수하로 들어간다. 노갑수의 몰락 이후 속초의 사채업자로 활동하면서 조필연의 비자금 장부를 가진 성모를 찾았지만 끝내 강모에게 저지를 당하고 실패하게 된다.
- 장순국 : 주영국 역 - 1930년생. 태섭의 심복이자 친구, 전 만보건설 이사

태섭이 쓰러지자 정연을 도왔고 태섭이 회복한 후에는 태섭의 완치를 위해 미국에 동행하며 돌아온 후에도 태섭을 뒷바라지해준다.
- 이승형 : 문성중 역 - 1937년생. 만보건설 과장 → 만보건설 이사

만보건설 창립할 때부터 황태섭 회장을 따르다가 황태섭이 쓰러지고 황정연이 이사가 된 후 조민우의 꼬임에 넘어가 조민우가 만보건설을 차지하는데 뒷바라지를 하며 이사의 자리에까지 오른다.

### 조필연의 주변 인물
- 홍여진 : 양명자 역 - 1933년생. 조필연의 아내, 조민우의 어머니

이 세상에서 아들 민우 하나 믿고 살아가는 어머니로, 아들과 집안에 대한 자부심이 대단하다.우주 친할머니
- 윤용현 : 고재춘 역 † - 1936년생. 조필연의 수하, 전 중앙정보부 감찰국 요원

아버지가 일제강점기 때 일본경찰 고등계 형사 출신이란 이유만으로 한국전쟁 때 이대수에 의해 부모를 잃고 전쟁 고아가 되자 조필연에 의해 길러졌으며 한평생을 조필연을 위해 바친 충직한 심복. 조필연의 파멸과 함께 오세광 국회의원의 별장에서 권총으로 스스로 목숨을 끊는다.

### 주변 인물
- 황택하 : 유찬성 역 †‡ - 1955년생. 성모의 수하, 과거에 안타깝게 죽음을 당한 군의관의 동생

조필연에 의해 살해당한 미 8군 군의관 출신 형의 원한을 갚기 위해 성모의 수하로서 중정 요원으로 일했다. 이성모와 함께 조필연의 비리를 파헤치는데 협력하나 이를 알아챈 조필연과 오세광의 음모로 만들어진 수면제 초콜릿을 먹고 운전하던 중 총으로 위협하며 뒤따라오는 조필연의 차량을 피하려다가 1987년 4월 17일 오병탁 의원과 함께 낭떠러지로 추락하여 교통사고로 사망한다.
- 이효정 : 한명석 역 - 1935년생. 서울시 도시국장 → 서울시 부시장 → 서울시장

서울시 도시국장 시절 황태섭과 우호적인 관계를 유지하며, 조필연과 대립한다. 이미주가 가수로 데뷔한 이후 어려울 때 많은 도움을 줬다.
- 김학철 : 오병탁 역 †‡ - 1926년생. 공화당 재정위원장, 국회의원

국회 재정위원장이자 국회의원이다. 그러나 조필연과 대립하던 중 조필연의 음모로 1987년 4월 17일 유찬성이 운전하는 차량이 낭떠러지로 추락하게 되어 교통사고로 사망한다.
- 이기영 : 민홍기 역 - 1927년생. 중앙정보부 정보국장 → 국회의원 → 국회의장, 조필연의 경쟁상대

중앙정보부 출신으로 국회의원을 지내다가 국회의장까지 된다. 조필연의 경쟁상대이기도 하면서 중앙정보부 정보국장으로 오기 전에 사이가 좋지 않았다. 황태섭과 이강모를 도와주며 조필연을 파멸시키는데 성공한다.
- 임혁 : 백파 최열 역 †‡ - 1919년생. 사채업자

유경옥을 양녀로 입양한 인물. 훗날 한강건설 투자자가 되었지만 1986년 병으로 사망하게 된다.
- 최민 : 최태욱 역

말죽거리 사거리파 두목이다.
- 손병호 : 홍기표 역 †‡ - 1927년생. 대륙건설 회장

대륙건설 회장. 건대협 회장이었다가 국가발전기금 헌납장부 사건으로 민홍기에게 버림받고 중앙정보부 조필연에 의해 잡혀가 고문을 받았다. 풀려난 이후 대륙건설을 정리하여 먼 곳으로 잠적하게 되지만 1979년 황정식에 의해 살해당한다.(16회 사망)

### 그 외 인물
- 박용수 : 박창우 역 - 1921년생. 중앙정보부장‡
- 유호린 : 지연수 역 - 1963년생. 성모, 찬성의 수하, 조필연이 이성모를 감시하기 위해 고용한 스파이

조필연에 의해 성모의 부서로 고용된 스파이다. 새로 국가안전기획부 수하로서 충실하게 살았다. 자신이 스파이라는 것을 모르고 있었으나 성모와 오 실장의 대화를 통해 자신이 유찬성을 죽였다는 것을 알게 된 후 눈물을 흘린다. 성모가 재춘이 쏜 총에 맞았을 때 1987년 경기도 여주에서 성모를 데리고 강원도 속초로 잠적한다.
- 이경영 : 오세광 역 - 1928년생. 국가안전기획부 기획조정실장, 13대 국회의원, 조필연의 친구

자신의 권력을 이용하여 과거 동료였던 조필연과 협력하여 비리를 파헤치는 이성모, 유찬성 등을 저지한다. 국가안전기획부 실장으로 있다가 조필연에 의해 민자당 국회의원으로 진출하여 국무총리 내정자 조필연의 인사청문회에서 조필연을 방어하는 발언을 하나 끝내 함께 파멸한다.
- 조덕제 : 박호용 역 - 1945년생. 국가안전기획부 과장, 민홍기의 심복
- 박유승 : 한명석의 수행비서 역
- 홍경연 : 강정자 역 - 1930년생. 홍기표의 아내, 이미주의 양어머니,

일부러 미주한테 모질게 대하다 나중에는 미주의 지극정성으로 미주한테 마음을 열기 시작한다. 대륙건설 사모님이었다가, 남편이 죽은 후 제주도로 간다. 다시 서울 한남동으로 이사하여, 식모였던 이미주가 임신한 몸으로 찾아오자, 따뜻하게 대해주며 미주를 딸처럼 기르고, 미주의 아들 우주를 자신의 호적에 입적하여 친손자처럼 기른다.
- 양주호 : 유정훈 역 †‡ - 1950년생. 미8군사령부 군의관, 유찬성의 친형

미8군 기지에서 성모의 치료를 해주었다. 조필연의 의해 기밀문서를 훔치는 걸 성공했으나 실패하고, 1971년 조필연의 사주를 받은 미 헌병대의 총에 맞아 사망했다.
- 김의진 : 강우주(조우주) 역 - 1983년생. 미주가 낳은 민우의 친아들
- 김성오 : 차부철 역 ‡ - 1951년생. 전 백파의 수하, 사채업자

한때는 백파의 수하로 있으나 쫓겨나고 사채사냥꾼이 되었으며 황정연의 재산을 노리고 있다. 황정연과 이강모를 파멸시키기 위해 프랑스 보떼(Beaute) 보일러 인수계획을 갖고 조필연과 손을 잡게 되나 강모와 성모에 의해 저지당하고 물러난다.
- 이계영 : 천수만 역 - 1918년 4월 4일생. 광명건설 회장
- 한다민 : 천수연 역 - 광명건설 천수만 회장의 둘째 딸
- 이종구 : 건대협 박 회장 역
- 이은정 : 최지나 역 - 유경옥의 수하, 해피금융 황정연의 수하
- 전헌태 : 디자이너 역
- 조경훈 : 민홍기의 보좌관 역
- 한철우 : 회사원 역
- 이성호 : 박운기 역
- 김명수 : 조문길 역
- 임성표
- 박종설 : 손님 역
- 정기성 : 검사 역
- 이우진 : 조폭 역
- 장문석
- 박성균
- 서호철
- 김결
- 한동환
- 최홍일
- 박태경
- 박우열 : 의사 역
- 정진각 : 전당포 주인 역
- 송경화
- 김태영
- 기연호
- 공재원 : 순경 역
- 한춘일
- 나재균
- 이정성 : 변호사 역
- 이진목
- 이종길
- 장주연 : 간호사 역
- 유승민
- 김선은 : 기자 역
- 김민진
- 최성웅
- 김기준
- 박규점 : 박용선 역
- 이우신
- 김동현
- 박태호 : 의사 역
- 최은석 : 차부철의 부하 역
- 서범식 : 차부철의 부하 역
- 전제혁 : 차부철의 부하 역
- 신범식 : 차부철의 부하 역
- 류성훈 : 황정연의 경호원 역
- 이봉규 : 교장 역
- 김영선 : 윤기훈의 아내 역
- 미상 : 강정자의 가사도우미 역
- 손희순

### 특별출연
- 정규수 : 이대수 역 † - 1925년 7월 17일생. 강모 남매의 아버지, 독립운동가 (1회)

이강모의 아버지. 만보건설 황태섭 회장의 죽마고우. 군수품을 운송하는 운전기사. 10대 후반부터 황태섭과 함께 독립운동을 했다. 한국전쟁이 일어나자 인민군으로 변장하여 조필연을 제외한 조필연의 가족들을 몰살한다. 그러나 1970년 12월 28일 황태섭을 통해 자신이 금괴 밀수에 연루된 것을 알고 도망치다가 조필연의 총에 맞아 준모(막내아들)를 보지 못한 채 사망한다.
- 윤유선 : 정영선 역 † - 1929년생. 강모 남매의 어머니 (1~2회)

이대수의 아내. 이강모의 어머니. 1971년 서울로 도망치다가 대전역 인근 여인숙에서 잠을 청했다. 그러나 여인숙 주인 여자의 실수로 연탄가스에 중독되어 사망한다.
- 김경룡 : 형사 1 역 (1회)
- 정동규 : 형사 2 역 (28회)
- 소연, 큐리 : 바니걸스 역 (6회)
- 타카피 (6회)
- 신신애 : 여인숙 주인 역 (1~2회)
- 김양우 : 왕고 역
- 지대한 : 야수파 두목 역
- 김규철 : 노갑수 역

사채업자 사장. 백파의 죽음 후 유산과 후계문제로 유경옥과 대립하였으며 조필연, 황정식과 함께 이강모, 황정연, 유경옥을 한강건설의 주가조작으로 파멸시키려고 했으나 실패했다. 이후 조필연에게 도움을 요청하지만 거절당한다.
- 박노식 : 삼청교육대 534번 박충권 역
- 홍석연 : 곽 사장 역 (19회)
- 정병호 : 삼청교육대 소속 군인 역 (21회)
- 방길승 : 삼청교육대 교관 1 역 (21~23회)
- 조한철 : 삼청교육대 교관 2 역 (21~23회)
- 김정하 : 조 박사 역 (33회, 51회, 58회)
- 민경진 : 공 선생 역 - 조필연이 친일파 자손이라고 폭로하는 자
- 주성환 : 지배인 역
- 김영인 : 바그다드 지배인, 신문 인쇄소장 역
- 서주성 : 윤 과장 역
- 하주희 : 하지영 역 (13회)

## 제작진
- CP : 오세강
- 프로듀서 : 이명우, 김광수, 장길영
- 촬영 : 이길복
- 조명 : 박창우
- 미술 : 신승준
- 편집 : 조인형
- 각본 : 장영철, 정경순
- 연출 : 유인식, 이창민

## 시청률

시청률 추이 (전국 기준)

| 회차        | 방송일      | TNmS 시청률    | TNmS 시청률  | AGB 시청률     | AGB 시청률   |
| 회차        | 방송일      | 대한민국(전국) | 서울(수도권) | 대한민국(전국) | 서울(수도권) |
| ----------- | ----------- | -------------- | ------------ | -------------- | ------------ |
| 제1회       | 5월 10일    | 9.6%           | 9.6%         | 10.0%          | 12.1%        |
| 제2회       | 5월 10일    | 14.0%          | 14.7%        | 13.5%          | 12.1%        |
| 제3회       | 5월 11일    | 11.3%          | 11.4%        | 11.6%          | 12.4%        |
| 제4회       | 5월 17일    | 12.4%          | 11.6%        | 11.0%          | 10.4%        |
| 제5회       | 5월 18일    | 12.8%          | 12.7%        | 13.3%          | 13.1%        |
| 제6회       | 5월 24일    | 13.9%          | 14.2%        | 13.9%          | 14.8%        |
| 제7회       | 5월 25일    | 14.3%          | 13.8%        | 14.7%          | 14.7%        |
| 제8회       | 5월 31일    | 15.5%          | 14.8%        | 14.8%          | 14.8%        |
| 제9회       | 6월 1일     | 17.0%          | 16.6%        | 15.4%          | 16.3%        |
| 제10회      | 6월 7일     | 14.7%          | 14.6%        | 13.8%          | 13.8%        |
| 제11회      | 6월 8일     | 14.2%          | 13.4%        | 14.9%          | 14.6%        |
| 제12회      | 6월 22일    | 13.9%          | 13.7%        | 12.4%          | 12.5%        |
| 제13회      | 6월 28일    | 13.8%          | 14.0%        | 12.8%          | 12.9%        |
| 제14회      | 6월 29일    | 15.7%          | 15.4%        | 14.4%          | 15.2%        |
| 제15회      | 7월 5일     | 13.8%          | 13.2%        | 14.3%          | 14.4%        |
| 제16회      | 7월 6일     | 15.0%          | 13.8%        | 14.8%          | 14.7%        |
| 제17회      | 7월 12일    | 17.0%          | 16.3%        | 16.4%          | 17.6%        |
| 제18회      | 7월 13일    | 16.8%          | 15.6%        | 18.2%          | 18.4%        |
| 제19회      | 7월 19일    | 16.4%          | 15.7%        | 16.4%          | 16.6%        |
| 제20회      | 7월 20일    | 17.0%          | 15.9%        | 18.9%          | 19.6%        |
| 제21회      | 7월 26일    | 15.9%          | 14.8%        | 17.4%          | 18.4%        |
| 제22회      | 7월 27일    | 17.3%          | 16.0%        | 19.1%          | 20.7%        |
| 제23회      | 8월 2일     | 18.2%          | 17.2%        | 19.2%          | 20.2%        |
| 제24회      | 8월 3일     | 20.1%          | 18.7%        | 20.7%          | 20.8%        |
| 제25회      | 8월 9일     | 21.6%          | 21.0%        | 21.4%          | 22.2%        |
| 제26회      | 8월 10일    | 22.7%          | 22.0%        | 22.9%          | 23.7%        |
| 제27회      | 8월 16일    | 22.8%          | 22.7%        | 22.4%          | 22.2%        |
| 제28회      | 8월 17일    | 24.0%          | 23.8%        | 24.9%          | 25.3%        |
| 제29회      | 8월 23일    | 22.3%          | 21.4%        | 22.4%          | 23.4%        |
| 제30회      | 8월 24일    | 21.6%          | 21.1%        | 21.0%          | 21.2%        |
| 제31회      | 8월 30일    | 22.3%          | 21.6%        | 20.9%          | 21.4%        |
| 제32회      | 8월 31일    | 23.1%          | 22.2%        | 22.2%          | 22.8%        |
| 제33회      | 9월 6일     | 23.7%          | 22.9%        | 22.6%          | 23.1%        |
| 제34회      | 9월 7일     | 24.4%          | 23.6%        | 24.2%          | 23.9%        |
| 제35회      | 9월 13일    | 23.4%          | 22.1%        | 23.6%          | 23.8%        |
| 제36회      | 9월 14일    | 24.8%          | 23.3%        | 24.2%          | 24.5%        |
| 제37회      | 9월 20일    | 21.5%          | 20.5%        | 20.6%          | 19.9%        |
| 제38회      | 9월 21일    | 17.7%          | 16.7%        | 17.6%          | 17.6%        |
| 제39회      | 9월 27일    | 22.7%          | 22.0%        | 22.3%          | 22.1%        |
| 제40회      | 9월 28일    | 24.9%          | 24.4%        | 23.1%          | 23.0%        |
| 제41회      | 10월 4일    | 21.7%          | 21.1%        | 22.5%          | 22.3%        |
| 제42회      | 10월 5일    | 22.0%          | 21.1%        | 24.7%          | 25.1%        |
| 제43회      | 10월 11일   | 27.4%          | 27.2%        | 27.9%          | 28.3%        |
| 제44회      | 10월 12일   | 23.9%          | 23.5%        | 24.0%          | 23.9%        |
| 제45회      | 10월 18일   | 29.0%          | 29.5%        | 28.9%          | 30.4%        |
| 제46회      | 10월 19일   | 28.4%          | 28.4%        | 28.5%          | 28.8%        |
| 제47회      | 10월 25일   | 29.0%          | 29.1%        | 28.1%          | 29.3%        |
| 제48회      | 10월 26일   | 29.8%          | 30.0%        | 29.2%          | 30.9%        |
| 제49회      | 11월 1일    | 29.2%          | 29.5%        | 28.0%          | 28.7%        |
| 제50회      | 11월 2일    | 29.1%          | 29.1%        | 29.8%          | 30.2%        |
| 제51회      | 11월 8일    | 30.5%          | 30.4%        | 29.5%          | 30.3%        |
| 제52회      | 11월 9일    | 29.8%          | 29.5%        | 29.7%          | 30.0%        |
| 제53회      | 11월 15일   | 30.8%          | 31.2%        | 29.2%          | 29.3%        |
| 제54회      | 11월 16일   | 30.1%          | 29.9%        | 29.7%          | 29.8%        |
| 제55회      | 11월 22일   | 31.4%          | 31.8%        | 30.7%          | 30.2%        |
| 제56회      | 11월 23일   | 29.0%          | 29.2%        | 29.1%          | 29.1%        |
| 제57회      | 11월 29일   | 31.9%          | 31.7%        | 31.4%          | 32.3%        |
| 제58회      | 11월 30일   | 32.6%          | 32.6%        | 32.7%          | 32.8%        |
| 제59회      | 12월 6일    | 33.4%          | 33.2%        | 32.7%          | 33.2%        |
| 제60회      | 12월 7일    | 40.1%          | 40.1%        | 38.2%          | 38.6%        |
| 평균 시청률 | 평균 시청률 | 21.9%          | 21.5%        | 21.7%          | 22.4%        |

## 사운드 트랙

### Disc 1
| #   | 제목                            | 가수         | 재생 시간 |
| --- | ------------------------------- | ------------ | --------- |
| 1.  | 〈에델바이스〉                  | 김범수       | 3:38      |
| 2.  | 〈한 걸음 씩〉                  | 신지         | 3:46      |
| 3.  | 〈에델바이스 (Aocu)〉           | 김범수       | 3:46      |
| 4.  | 〈에델바이스 (하모니카)〉       | 홍진영       | 3:37      |
| 5.  | 〈에델바이스 (하모니카 Solo.)〉 | 홍진영       | 1:44      |
| 6.  | 〈한걸음씩 (Instrumental)〉     | 홍진영       | 3:46      |
| 7.  | 〈러빙유〉                      | 김범수       | 3:44      |
| 8.  | 〈러빙유 (Instrumental)〉       | 성환         | 3:44      |
| 9.  | 〈그대가〉                      | 이카         | 3:49      |
| 10. | 〈화해하지 말아요〉             | 코드브이     | 3:49      |
| 11. | 〈그대에게로〉                  | 에스더       | 4:20      |
| 12. | 〈하나만〉                      | 일락, 저스트 | 2:56      |

### Disc 2
| #   | 제목                                | 가수        | 재생 시간 |
| --- | ----------------------------------- | ----------- | --------- |
| 1.  | 〈Introduction Of '자이언트'〉      | 김준석      | 3:23      |
| 2.  | 〈복수의 눈〉                       | 김준석      | 2:51      |
| 3.  | 〈형제의 운명〉                     | 정세린      | 3:04      |
| 4.  | 〈아르메리아 (정연의 Theme)〉       | 정세린      | 3:55      |
| 5.  | 〈나의 아름다운 시절〉              | 김준석      | 2:11      |
| 6.  | 〈Una Noche Blanca (강모의 Theme)〉 | Anselmo Kim | 2:58      |
| 7.  | 〈보고싶은 가족〉                   | 김준석      | 1:30      |
| 8.  | 〈잃어버린 사람들〉                 | 정세린      | 2:48      |
| 9.  | 〈Pursuit Of A Tragedy〉            | 주인로      | 2:56      |
| 10. | 〈Epliogue Of '자이언트'〉          | 김준석      | 4:29      |
| 11. | 〈History〉                         | 김준석      | 2:58      |
| 12. | 〈고난의 순간〉                     | 김준석      | 3:25      |
| 13. | 〈운명의 사슬〉                     | 주인로      | 3:04      |
| 14. | 〈비극의 시간〉                     | 주인로      | 3:10      |
| 15. | 〈화해와 용서〉                     | 구성희      | 2:23      |
| 16. | 〈창조〉                            | 정세린      | 1:43      |
| 17. | 〈Be Chance〉                       | 김혜민      | 2:34      |
| 18. | 〈엇갈린 사랑〉                     | 정세린      | 3:02      |
| 19. | 〈미소〉                            | 김준석      | 2:00      |
| 20. | 〈주어진 운명〉                     | 김준석      | 3:30      |

## 편성 변경 및 연장
- 2010년 5월 10일 : 밤 10시부터 2회 연속방송 (1회, 2회)
- 2010년 6월 14일부터 6월 21일까지 2010년 FIFA 월드컵 조별 리그 중계방송으로 결방되었다.[4]
- 2010년 9월 1일 : 자이언트 방영 분량이 50부작으로 10회 연장이 결정되어 12월 7일까지 총 60부작으로 방송되었다.[5]
- 2010년 9월 21일, 22일, 23일에는 36부까지의 내용을 6부작으로 줄인 'TV무비 자이언트'가 방영되었다.[6]

## 수상 경력
- 2010년 SBS 연기대상 최우수 작품상
- 2010년 SBS 연기대상 남자 최우수상, 10대 스타상 이범수
- 2010년 SBS 연기대상 남자 우수상, 10대 스타상 정보석
- 2010년 SBS 연기대상 여자 우수상, 10대 스타상 박진희
- 2010년 SBS 연기대상 뉴스타상, 베스트 커플상 황정음
- 2010년 SBS 연기대상 뉴스타상, 베스트 커플상 주상욱
- 2010년 SBS 연기대상 프로듀서상 박상민
- 2010년 SBS 연기대상 뉴스타상 김수현
- 2010년 SBS 연기대상 조연상 이덕화
- 2010년 제23회 한국촬영감독협회 그리메상 드라마 부문 최우수 작품상 이길복. 이상욱
- 2010년 제23회 한국방송촬영감독연합회 그리메상 연기자 부문 최우수 여자 연기상 황정음
- 2011년 제47회 백상예술대상 TV부문 남자 최우수 연기상 정보석
- 2011년 제4회 코리아드라마페스티벌 남자 조연상 주상욱
- 2011년 제38회 한국방송대상 장편드라마부문 작품상

## 참고 사항
- 처음에는 이강모 역에 김명민, 이성모 역에 최철호를 캐스팅하려고 하였으나 이강모 역에 이범수, 이성모 역에 박상민이 캐스팅되었다.[7][8]
- 이와 함께, 당초 2008년 첫 방영 예정이었으며 정형수 극본- 이명우 연출로 구성[9]된 것이 2010년으로 변경된 한편 장영철 정경순 공동 극본-유인식 이창민 공동 연출으로 바뀌었고 외주제작사도 올리브나인[10]에서 제이에스픽쳐스로 변경됐으며 이 탓인지 제 24회 한국방송작가상 드라마 부문 최종 후보에 올랐지만 '단수 집필'이란 규정에[11] 미달되어 탈락했다.
- 인물, 이야기 등이 모두 작가에 의하여 창작된 픽션 드라마이다.[12]
- 극 중 이미주 역을 맡은 황정음이 전작인 《지붕뚫고 하이킥!》의 이미지를 벗어나지 못했다는 평가를 받기도 하지만,[13] 극이 전개됨에 따라 잘 소화해 내고 있다.[14]
- 자이언트가 70 ~ 80년대 건설사를 배경으로 한 강남개발 성공 스토리 등을 담았다는 이유로 현 정권을 옹호하는 드라마가 아니냐라는 논란이 있었다. 이에 출연자 중 정보석은 자신의 트위터를 통해 '자이언트'가 오히려 강남개발을 둘러싼 정경유착과 투기 등 부조리한 부분들을 그려 올바른 기업가에 대한 우리의 바람을 얘기하고자 하는 드라마라고 말했고[15], 제작진 또한 정권 홍보 드라마가 아니라고 반박하였다[16].
- SBS 시크릿 가든, KBS 2TV 결혼해주세요, MBC 반짝반짝 빛나는과 함께 2011년 12월 열린 제 24회 한국방송작가상 드라마 부문(2010년 중후반기부터의 내용 위주) 후보에 올랐으나, 네 작품 모두 독창적 작품세계 구현, 우리 사회에 건강한 영향력을 끼치고 방송작가의 자긍심을 높인 부분에서 미흡하다는 이유로[17] 수상하지 못했다.
- 해당 드라마는 종영한지 9년만에 축몽정연으로 리메이크 되었고 중국판은 양미와 훠젠화가 연기하였다

## 동시간대 드라마
- 국가가 부른다 (KBS 2TV)
- 구미호: 여우누이뎐 (KBS 2TV)
- 성균관 스캔들 (KBS 2TV)
- 매리는 외박중 (KBS 2TV)
- 동이 (MBC)
- 역전의 여왕 (MBC)